# Art Alive!
Art Alive! est un jeu vidéo sorti en 1991 sur Mega Drive. Le jeu a été développé par FarSight Studios et édité par Sega.
Le jeu est un peu l'équivalent de Mario Paint sur Mega Drive bien qu'il soit réputé pour offrir bien moins de possibilités.